# Tmesisternus lateralis
Tmesisternus lateralis är en skalbaggsart som beskrevs av Macleay 1886. Tmesisternus lateralis ingår i släktet Tmesisternus och familjen långhorningar. Inga underarter finns listade i Catalogue of Life.